# اريك لان
اريك لان (بالإنجليزية: Eric Lane)‏ هو لاعب كرة قدم أمريكية أمريكي، ولد في 6 يناير 1959 في أوكلاند في الولايات المتحدة.

## وصلات خارجية
- اريك لان على موقع مرجع كرة القدم المحترفة.كوم (الإنجليزية)